# Horizon (émission de télévision)
Pour les articles homonymes, voir Horizon.
 (mars 2021).
Si vous disposez d'ouvrages ou d'articles de référence ou si vous connaissez des sites web de qualité traitant du thème abordé ici, merci de compléter l'article en donnant les références utiles à sa vérifiabilité et en les liant à la section « Notes et références ».
Horizon est une émission de télévision diffusée par la BBC qui se concentre sur la science et la philosophie. De nature documentaire, elle est diffusée depuis 1964.

## Histoire
L'émission a été diffusée pour la première fois le 2 mai 1964 avec Le Monde de Buckminster Fuller qui explorait les théories et les structures de l'inventeur Richard Buckminster Fuller et comprenait la déclaration de mission Horizon : « L'objectif d'Horizon est de fournir une plate-forme à partir de laquelle certains des plus grands scientifiques et philosophes du monde peuvent communiquer leur curiosité, leurs observations et leurs réflexions, et infuser dans nos connaissances communes leur vision changeante de l'univers ». Horizon continue à être diffusé sur BBC Two, et en 2009 a ajouté une série de films basés sur la riche archive Horizon intitulée Horizon Guides sur BBC Four.
En décembre 2016, il a été annoncé qu'Horizon ne serait plus produit exclusivement par la division de production interne de la BBC, BBC Studios, et la BBC a invité des sociétés de production indépendantes à présenter des épisodes de ce volet. Le rôle futur de l'éditeur de BBC Horizon est incertain.

## Épisodes
Il y a eu 54 séries et plus de 1 200 épisodes produits.

## Vaste couverture des sujets scientifiques
Horizon a étudié un mélange éclectique de sujets et de sujets controversés tels que « Le vaccin ROR cause-t-il l'autisme » ; il a sensibilisé les consommateurs à l'utilisation de la viande de baleine dans les aliments pour animaux de compagnie en 1972 ; et a produit des documentaires dramatiques primés tels que Life Story en 1987 qui met en scène la découverte de la structure de l'ADN. En 1978, un programme sur la puce de silicium a documenté le déclin de l'industrie horlogère suisse. En 1993, un épisode sur la baisse de la fécondité masculine (Assault on the Male), qui a remporté un Emmy Award, a été projeté à la Maison-Blanche.

### Format
Le format de la série a varié au fil des ans.

#### Années 1960-1980
Le tout premier Horizon était The World of Buckminster Fuller, produit et réalisé par Ramsay Short, 5 février 1964. Il a fixé le style ; durée 50 minutes, pas de présentateur in-vision, interviewés parlant hors champ (en pratique, presque toujours au producteur/réalisateur dont les questions étaient habituellement éditées). Jusqu'aux années 1980, Horizon, comme tous les documentaires de la BBC, était tourné en 16 mm[1]. Seuls quelques rares programmes avaient un auteur spécialisé - dans la plupart des cas, le producteur/réalisateur était aussi l'auteur.
Le premier Horizon en couleur est Koestler on Creativity, produit par Robert Vas, 5 décembre 1967.
La série Nova du Public Broadcasting Service (PBS) a été créée en 1974, après que Michael Ambrosino, qui avait été boursier de la BBC pendant un an, eut l'idée de créer une émission américaine basée sur le même modèle[4][5].

#### Années 1990
Depuis le début des années 1990, Horizon a développé une forme narrative distinctive, utilisant généralement une métaphore « détective » sous-jacente, pour relier les questions et découvertes scientifiques à la vie de ses spectateurs. De nombreux épisodes d' Horizon sont structurés dans un format qui commence par une allumeuse ou un menu qui présente ce que l'émission a en magasin, suivi de deux 'actes' avec une intrigue' environ 25-35 minutes dans l'émission. Le rebondissement fait souvent passer la trame de l'histoire d'un point de mire sur le parcours de découverte humain et intellectuel d'un scientifique à un autre pour explorer l'impact de cette intuition tout en apportant un changement de « texture » et de rythme filmique. Souvent, les épisodes d'Horizon se terminent par un montage de " têtes parlantes " alors que les experts et les personnes touchées par les implications de la science couverte sont entrecoupés pour créer un sens du résumé.

#### Années 2000
Jusqu'au début de l'année 2008, la durée a été normalisée à 50 minutes, puis portée à 60 minutes au cours du second semestre 2008. Certains épisodes sont adaptés à partir de documentaires réalisés par d'autres diffuseurs tels que Nova de PBS, et les épisodes d'Horizon sont à leur tour adaptés par PBS (en anglais américain) et d'autres diffuseurs du monde entier dans leur propre langue.

## Popularité
Horizon a bénéficié de chiffres d'audience élevés, même s'il couvrait des sujets aussi complexes que la biologie moléculaire et la physique des particules. Elle a changé de cap depuis juin 2006, offrant une approche plus légère, même si les sujets qu'elle couvre restent sérieux.

## Critique
L'inconvénient de l'accent mis récemment par Horizon sur « Pure Science, Sheer Drama » et le récit parfois forcé que cela engendre a conduit à certaines accusations de nivellement par le bas ces dernières années, un ancien rédacteur en chef ayant écrit un article de journal sur la façon dont le programme se concentre trop sur des histoires humaines et pas assez sur la science.
Un programme Chimps are people too a été entièrement présenté par un non-scientifique, Danny Wallace. Le rédacteur en chef Andrew Cohen a expliqué les raisons pour lesquelles le programme s'est engagé dans cette voie sur la page Web Horizon.
En octobre 2014, une émission spéciale en trois parties - Cat Watch : the New Horizon Experiment - a été diffusée, faisant suite à The Secret Life of the Cat de Horizon 2013. À la fin de la première heure de diffusion, les résultats de l'expérience ont été résumés à l'écran par la présentatrice Liz Bonnin : « Nos chats peuvent s'adapter au changement, mais il faut les initier en douceur ». Le soldat Eye a critiqué la valeur scientifique du programme en disant : «  Bien sûr, si la BBC le veut, faites une série intitulée La vie secrète des chats ; mais n'insultez pas l'histoire de la télévision en la présentant, aussi obliquement soit-elle, comme un horizon ».

## Récompenses
Dans la période de Pure Science, Sheer Drama, Horizon a remporté une série sans précédent de prix parmi les plus importants au monde, dont un BAFTA, un Emmy for Best Documentary, un Royal Television Society Award et un Grierson Trust Award. D'autres programmes gagnants d'Emmy sont : Tchernobyl's Sarcophagus (1991), Assault on the Male (1993) et The Fall of the World Trade Centre (2003). En 1988, Horizon a remporté un BAFTA pour le meilleur drame, Life Story (sur l'élucidation de la structure de l'ADN), un autre en 1996 pour le meilleur documentaire, Fermat's Last Theorem (qui a également remporté un Prix Italia) et un autre en 2001 pour la meilleure série ou trame documentaire.